# Авоты (Рига)
А́воты (латыш. Avoti — «Родники») — исторический район Риги, примыкающий к центру города. Относится к Латгальскому предместью. На западе и северо-западе граничит с центром, на северо-востоке — с районом Гризинькалнс, на юго-востоке — с Дарзциемсом, а на юге — с Московским форштадтом. Граница района проходит по железнодорожной линии Рига—Земитаны, а также по улицам Дзирнаву, Марияс, Александра Чака, Артилерияс, Яня Асара и Августа Деглава.
Авоты — сравнительно небольшой район, его площадь 1,815 км². Население — 22 095 человек (2010).

## История
Название района происходит от одноимённой улицы (историческое русское название — Ключевая), которая была названа по находившимся здесь источникам ключевой воды. Эти источники образовались здесь в XIX веке, когда был засыпан приток Даугавы — Спекюпе (латыш. Speķupe).
Основная часть застройки относится к рубежу XIX—XX веков.